# 诺沃克 (俄亥俄州)
诺沃克（Norwalk）是美国俄亥俄州休伦县一个城市，是休伦县的县城。2010年人口普查时的人口为17012人。这个城市是诺沃克小都会统计区的中心，是克利夫兰-阿克伦-坎顿综合统计区的一部分。 诺沃克位于伊利湖以南约16公里处，克利夫兰西/西南82公里，托莱多东南95公里，哥伦布北/东北140公里。
诺沃克位于康涅狄格西储地的一个次区域火地的中心。 该次区域的名称回顾显示，这个地区的建立是在独立战争期间被烧毁的康涅狄格州城市的定居者。 火地的几个地方都被命名为那些城市，包括丹伯里、格林威治、格罗顿、纽黑文、新伦敦、诺沃克、诺威奇和里奇菲尔德。 其他地点以定居者命名，包括克拉克斯菲尔德、珀金斯和谢尔曼。